# Kara Mbodji
Serigne Modou Kara Mbodji (Diasse, 22 de novembro de 1989) é um futebolista senegalês que atua como zagueiro, atualmente defende o Al-Sailiya, clube do Qatar.

## Carreira
Kara Mbodji fez parte do elenco da Seleção Senegalesa de Futebol nas Olimpíadas de 2012.

## Troféus
| Clubes Nacionais | Clubes Nacionais | Clubes Nacionais | Clubes Nacionais     |
| ---------------- | ---------------- | ---------------- | -------------------- |
| 1e Klasse        | Vencedor         | 1x               | 2016/2017            |
| Tippeligaen      | Vice-campeão     | 1x               | 2011                 |
| Beker van Belgie | Vencedor         | 1x               | 2012/2013            |
| NM Cupen         | Vice-campeão     | 1x               | 2012                 |
| QSL Cup          | Vencedor         | 2x               | 2021/2022, 2020/2021 |
| Super Copa       | Vencedor         | 1x               | 2017/2018            |
| QFA Cup          | Vencedor         | 1x               | 2020/2021            |